# Oahu-akepa
Oahu-akepa (Loxops wolstenholmei) är en utdöd fågel i familjen finkar inom ordningen tättingar.

## Utseende
Oahu-akepan var en liten (10 cm) fågel med skilda dräkter mellan könen. Liksom hos andra Loxops-finkar korsade näbbspetsarna varandra något, men asymmetriskt åt höger eller åt vänster, varierande individer emellan. Den adulta hanen var rostorange ovan med en brunaktig anstrykning, på vingarna svartbrun med grönorange på de yttre fanen. Undersidan var rödorange, på buk och undergump ljusare. Honan och ungfågeln var gröngrå.

## Utbredning och systematik
Fågeln förekom tidigare i bergstrakter på ön Oahu i Hawaiiöarna. Oahu-akepa betraktades länge som en underart till L. coccineus, men erkänns numera som egen art. 

### Familjetillhörighet
Arten tillhör en grupp med fåglar som kallas hawaiifinkar. Länge behandlades de som en egen familj. Genetiska studier visar dock att de trots ibland mycket avvikande utseende är en del av familjen finkar, närmast släkt med rosenfinkarna. Arternas ibland avvikande morfologi är en anpassning till olika ekologiska nischer i Hawaiiöarna, där andra småfåglar i stort sett saknas helt.

## Levnadssätt
Oahu-akepan verkar ha varit vanlig men begränsad till täta bergsskogar, framför allt med "koa" Acacia koa och "ohia" Metrosideros polymorpha. Den var en aktiv fågel som plockade fjärilslarver och spindlar från blad och ibland bark. Den kunde också ta nektar.

## Status
IUCN kategoriserar den som utdöd sedan cirka 1900. Liksom många andra hawaiifinkar tros den ha drabbats av en kombination av habitatförstörelse, predation från invasiva arter och fågelmalaria.

## Namn
Fågelns vetenskapliga artnamn hedrar Edward B. Wolstenholme, nyzeeländsk samlare av specimen i Hawaiiöarna.